# Bourn Hall Ringwork
Bourn Hall Ringwork är ett slott i Storbritannien.   Det ligger i grevskapet Cambridgeshire och riksdelen England, i den sydöstra delen av landet, 80 km norr om huvudstaden London. Bourn Hall Ringwork ligger 59 meter över havet.
Terrängen runt Bourn Hall Ringwork är platt. Runt Bourn Hall Ringwork är det ganska tätbefolkat, med 149 invånare per kvadratkilometer. Närmaste större samhälle är Cambridge, 12,5 km öster om Bourn Hall Ringwork. Trakten runt Bourn Hall Ringwork består till största delen av jordbruksmark.